# Велика Ведмежа
Велика Ведмежа (англ. Great Bear River, фр. Grande rivière de l'Ours) — річка в Канаді, у Північно-Західних територіях довжиною 113 кілометрів, права притока Маккензі. 
Джерело — у затоці Кіт-Арм на південному заході Великого Ведмежого озера. Протікає болотами на захід від Великого Ведмежого озера. Є важливою транспортною артерією. Вільна від льоду 3-4 місяці на рік, середня ширина річки 300 м, глибина 6 м. У середній течії річки знаходяться пороги Сент-Чарльз.
Низький рівень витрати води Великої Ведмежої річки пояснюється низьким середньорічним рівнем опадів у сточищі. В 1972 і 1974 рр. спостерігалося значне обміління річки. Максимальні витрати води досягають 995 м³/с. Середня витрата води — 528 м³/с
Гирло Великої Ведмежої річки знаходиться за 15 км вище лівої притоки Маккензі — річки Мала Ведмежа.
До басейну річки належить озеро Фейбер.